# Teverga
Teverga (en asturiano: Teberga) es un concejo de la comunidad autónoma del Principado de Asturias. Limita al norte con Belmonte de Miranda, Grado, Yernes y Tameza, y Proaza; al sur con la provincia de León, al oeste con Somiedo y al este con Quirós y Proaza.
Antiguo concejo minero, actualmente basa su economía en la agricultura y en el turismo. En su accidentada geografía destacan la peña Sobia con unas impresionantes paredes verticales de piedra caliza y el Camín Real del Puerto de la Mesa.
En 2013 Teverga fue galardonada con el Premio al Pueblo Ejemplar de Asturias.

## Geografía
Desde el punto de vista geológico, Teverga es un compendio de todos los periodos y terrenos, pudiendo encontrar calizas de montaña en su parte oriental y en el noroeste (Cueiro). Al sur, en el puerto de Ventana, se encuentran los dos periodos carboníferos. Al oeste todo el terreno pertenece al siluriano, con predominio de las pizarras y algo de cuarcitas. Por último, en Garrafa, Trobaniello y Collada están los distintos periodos, el siluriano, el devoniano y carbonífero superior.

### Orografía
Teverga es un concejo eminentemente montañoso y con fuertes pendientes, sobre las que se abren tres valles muy profundos (Valdesampedro, Valdesantibanes y Valdecárzana) en los cuales se asienta la mayor parte de la población. Rodeando estos valles, están las elevaciones más importantes, destacando en su parte oriental la sierra de Sobia, al sur los montes de Carroceda, al oeste el cordal de La Mesa y al norte el monte de Peña Cruzada, Santa Cristina y el puerto de Marabio. Sus elevaciones más elevadas se encuentran en su parte meridional con altitudes que bordean los 2000 metros como los picos de La Ferreirua, Piedras o Las Navariegas.

### Hidrografía
Son tres ríos que dan nombre a los valles: el Valdesampedro, que nace en Puerto de Ventana y de donde desciende para recoger a su paso las aguas del reguero de la Magdalena; el Valdecarzana, que recoge a su paso las aguas del arroyo de Vigidel; y el de Valdesantibáñez, adonde van a parar los regueros de Taja, Riomayor y Estopo. Los dos primeros se unen en Samartín para constituir el río Teverga.

### Clima
Su clima viene determinado por las características orográficas del suelo, teniendo las zonas de los valles unas temperaturas más suaves y agradables, disfrutándose aquí de unos veranos secos y cálidos. A medida que el terreno se va elevando las temperaturas descienden notablemente, llegando a producirse nevadas copiosas en épocas invernales. Una característica climática de la zona es la situación que se da de inversión térmica, produciéndose un descenso de temperaturas y una abundancia de nieblas en las vegas más profundas debido a la acumulación de las masas de aire frío, y un aumento del termómetro en zonas más elevadas.

## Flora y fauna
La vegetación también es variada, mostrándose manchas boscosas diversas según la altura. Hay bosques de hayas en alturas comprendidas entre los 800 y los 1500 metros. A menor altura se ven manchas conjuntas de castaños y robles, así como avellanos y fresnos. Y en las riberas de los ríos también aparecen especies como alisos, salgueros y sauces. 
Su fauna se ha ido poco a poco deteriorando con la pérdida de algunas especies; Teverga siempre se caracterizó por tener abundancia de jabalís, liebres, corzos, urogallos, lobos y osos; son animales protegidos. La Senda del Oso, ha sido dedicada como homenaje a este animal y recorre los concejos del Valle del Trubia a través de la antigua caja del ferrocarril.

## Historia

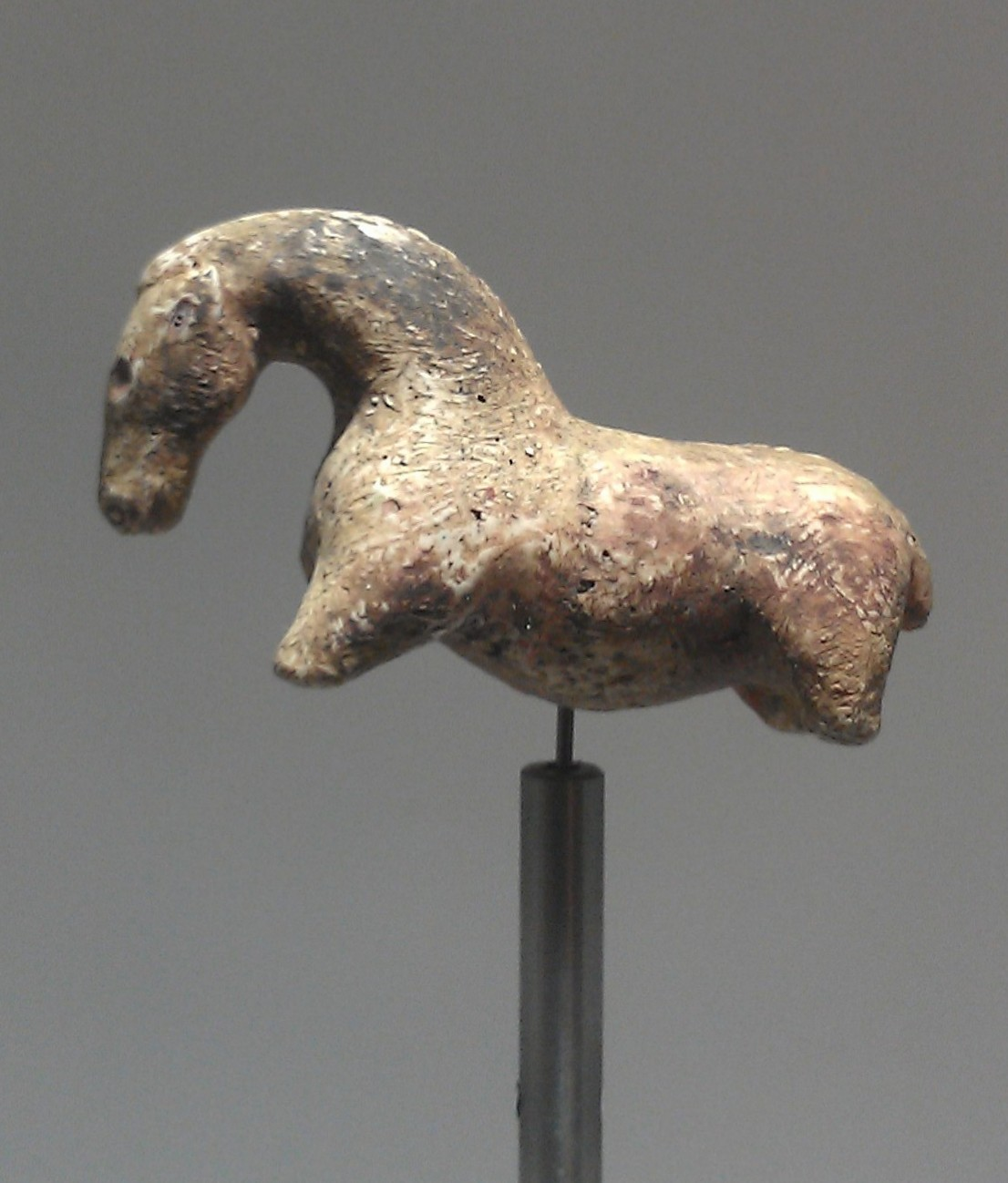
Caballo del Parque de la Prehistoria, Estatuilla esculpida en marfil de mamut

### Prehistoria y Edad Antigua
Los primeros vestigios de ocupación humana hallados en Teverga, pertenecen a la etapa neolítica. Se han encontrado diversas muestras tumulares en Cueiro, Santa Cristina, Sobia y el Cordal de La Mesa. De una mayor magnitud son las pinturas halladas en los Abrigos del Fresnedo, donde se representan más de 50 imágenes de difícil interpretación. Se cree que dichos grabados corresponden a una etapa transitoria entre la Edad del Bronce y la Edad del Hierro. De los asentamientos castreños se tiene noticia de varios castros repartidos por todo el territorio como los hallados en el pico de La Peña, la Cogonilla, la Cogolla y el Castillo de Trescuro.
De la época de la dominación romana, se conservan algunos tramos de una antigua calzada, el Camín de la Mesa, que cruzaba el municipio para pasar a la meseta. También fueron encontradas varias monedas romanas que tenían acuñadas la imagen del emperador Augusto.

### Edad Media
Las primeras noticias documentadas de Teverga, se sitúan en torno a los siglos X y XIII, y hacen referencia a la donación a la iglesia de Oviedo de varias tierras y edificaciones de Teverga. Como ejemplos se puede nombrar la efectuada por la condesa de Aldanza que cedió el monasterio de San Pedro de Teverga, o la donación de la villa de Entralgo por parte de Flámula Jiménez. Desde el siglo XI, Páramo, junto con La Focella y Villa de Sub, formó parte del territorio de "El Privilegio". Se trata de una de las condiciones de hidalguía comunitaria otorgada por el rey Bermudo III (1033) refrendada por los sucesivos monarcas que posee una singularidad excepcional que ha permanecido durante siglos, siendo una de las corporaciones nobiliarias más antiguas de España. Durante el siglo XII, Teverga inicia una gran expansión económica y demográfica, siendo un referente de este fenómeno en España donde otras provincias de la nación tratarán de imitar su modelo de minería expansiva.
Teverga se convirtió de este modo en concejo de Obispalía, estando sometida al poder eclesiástico, que nombraba un juez por el estado noble y designaba a cinco escribanos. Esta situación perduró hasta 1579, fecha en la cual el rey Felipe II puso en práctica su famosa desamortización por una necesidad imperiosa de ingresos para la corona, y vendió todos los antiguos concejos de obispalía a quienes los poblaban. Aquí, sin embargo una familia poderosa como era la de Miranda, que ostentaban el marquesado y dominaban el valle de Valdecárzana, siguieron gozando de cierta autonomía, queriendo tener el control sobre todo el territorio. Este linaje desapareció en 1834 por falta de descendencia sucesoria, incorporándose al condado de Santa Coloma.

### Edad Contemporánea
El siglo XIX fue de gran importancia para España. Primero por la lucha y defensa que hicieron las gentes de Teverga de su territorio en la guerra de la Independencia Española contra las tropas francesas expulsándolas, en la que mostraron una garra y un carácter encomiable. Y segundo por la incorporación al municipio en 1827 del antiguo coto señorial de Páramo de Focella, que gozaba de privilegios importantes gracias a una dispensa otorgada por el rey Bermudo III.
Por último en tiempos más recientes Teverga empezó a vivir una cierta prosperidad gracias al funcionamiento y puesta en marcha de varias industrias extractoras en el concejo, llegando a convertirse en un gran territorio, hasta que a partir de la década de los setenta del siglo XX comenzó su decadencia y provocó un éxodo de juventud hacia otras partes de Asturias. El turismo vino a sustituir la economía de estas empresas.

## Demografía
Teverga cuenta con una población de 1539 habitantes (INE 2024).
| Gráfica de evolución demográfica de Teverga entre 1842(1) y 2021                                                                                            |
| |
| (1) En este censo se denominaba Teberga Población de derecho según los censos de población del INE Población de hecho según los censos de población del INE |

## Economía
En cuanto a su actividad económica, Teverga representa el continuo cambio dentro de los sectores, viendo como el sector secundario, gracias a sus industrias extractivas, mantuvo durante mucho tiempo el mando económico, para pasarlo más tarde al sector agropecuario, que es el que domina en la actualidad, pero observando cómo el sector terciario viene empujando con mucha firmeza para ocupar dicho puesto.
El sector primario es el que genera el mayor número de empleos, representando un 57,01%. La ganadería es la actividad que concentra la casi totalidad del empleo, trabajando las distintas explotaciones con el ganado bovino, con una clara orientación cárnica, y con un predominio casi absoluto de la raza Asturiana de los Valles, de gran calidad cárnica. El cultivo de las tierras, básicamente está dirigido hacia el autoconsumo.
El sector secundario genera un 6,43% de los empleos locales, produciendo todavía las industrias mineras la mayor parte de ellos, aunque no en tanta cantidad como en el pasado. Desde el siglo XIX ya tuvieron importancia estas industrias con la creación de la primera de ellas, pero es a partir de comienzos del siglo XX, con la puesta en funcionamiento de la Sociedad de Minas de Teverga, cuando realmente adquieren importancia en todo el concejo, llegando a trabajar en ellas a mediados del siglo más de 800 personas. Actualmente y por causas ya comentadas, este trabajo ya no representa la mayor riqueza del municipio.
Por último, el sector terciario de los servicios es el único que verdaderamente crece, ocupando hoy en día[¿cuándo?] al 36,56% de la población activa.

### Turismo
La actividad turística en Teverga tiene como base distintos atractivos que van desde el turismo de naturaleza y de aventura; el de montaña y escalada; y el cultural, gastronómico y etnográfico.
Esta actividad económica, es en la actualidad, tanto en su modalidad de excursionismo como en largas estancias, el principal motor económico del concejo tras la desaparición de la actividad minera durante la reconversión industrial de los años noventa del siglo XX. 
Senda Del Oso
Por lo que en su momento fue una vía férrea hoy discurre una de las principales sendas verdes de Asturias. Su punto de inicio se encuentra en la localidad tevergana de Entrago, donde se encuentra un área de caravanas y un centro de escalada, a los pies de las moles calcáreas de la Peña Gradura y Peña Sobia. Discurre en torno al río Teverga dejándonos un paisaje espectacular entre bosques de ribera, desfiladeros, puentes y largos túneles; son la característica fundamental de esta vía verde. Posee una longitud aproximada de 36 kilómetros y recorre los cuatro concejos de la comarca (Proaza, Teverga, Quirós y Santo Adriano). 
La Senda del Oso forma parte del patrimonio histórico de la región, pero sus rutas de ligeros desniveles son las que la han hecho merecedora de miles de visitas de ciclistas y peatones cada día. Existen distintas empresas en el municipio que organizan descensos prestando el alquiler de bicis y la recogida del cliente en el tramo de la ruta que estime. 
Por estos caminos que solía pasar el tren minero, que transportaba el hierro y carbón que se extraía de las minas ubicadas en Teverga y Quirós hasta Trubia, hoy se desarrolla uno de los motores turísticos de la comarca y del municipio de Teverga, siendo uno de sus principales atractivos.
Cueva Huerta
La cueva Huerta se localiza en las cercanías del pueblo de Fresnedo, en la carretera AS-228 (km 35) y a 3 km del Parque de la Prehistoria. Es la cavidad asturiana con mayor desarrollo de sus galerías y del Noroeste de España, aproximadamente 20 kilómetros, tras los últimos descubrimientos del año 2018. En 2002 fue declarada monumento natural.
Se compone de un singular conjunto kárstico, compuesto por un desfiladero, sumidero, gran cueva, diversos cauces subterráneos y surgencias. El desfiladero u hoz de la Estrechura, se encaja entre la sierra de la Sobia y la Peña Vigueras, está formado por caliza carbonífera. La cavidad, que tiene un complejo funcionamiento hidrológico, actúa como sumidero y cauce subterráneo del río Páramo. 
La cueva es visitable bajo la supervisión de guías. Existen dos tipos de visitas: una visita por la pasarela de la cueva, de unos 50 minutos de duración y apta para la mayoría de las personas; otra, más compleja, consiste en el recorrido por el cauce del río, con una duración aproximada de dos a tres horas según el número de personas.
Parque de la Prehistoria

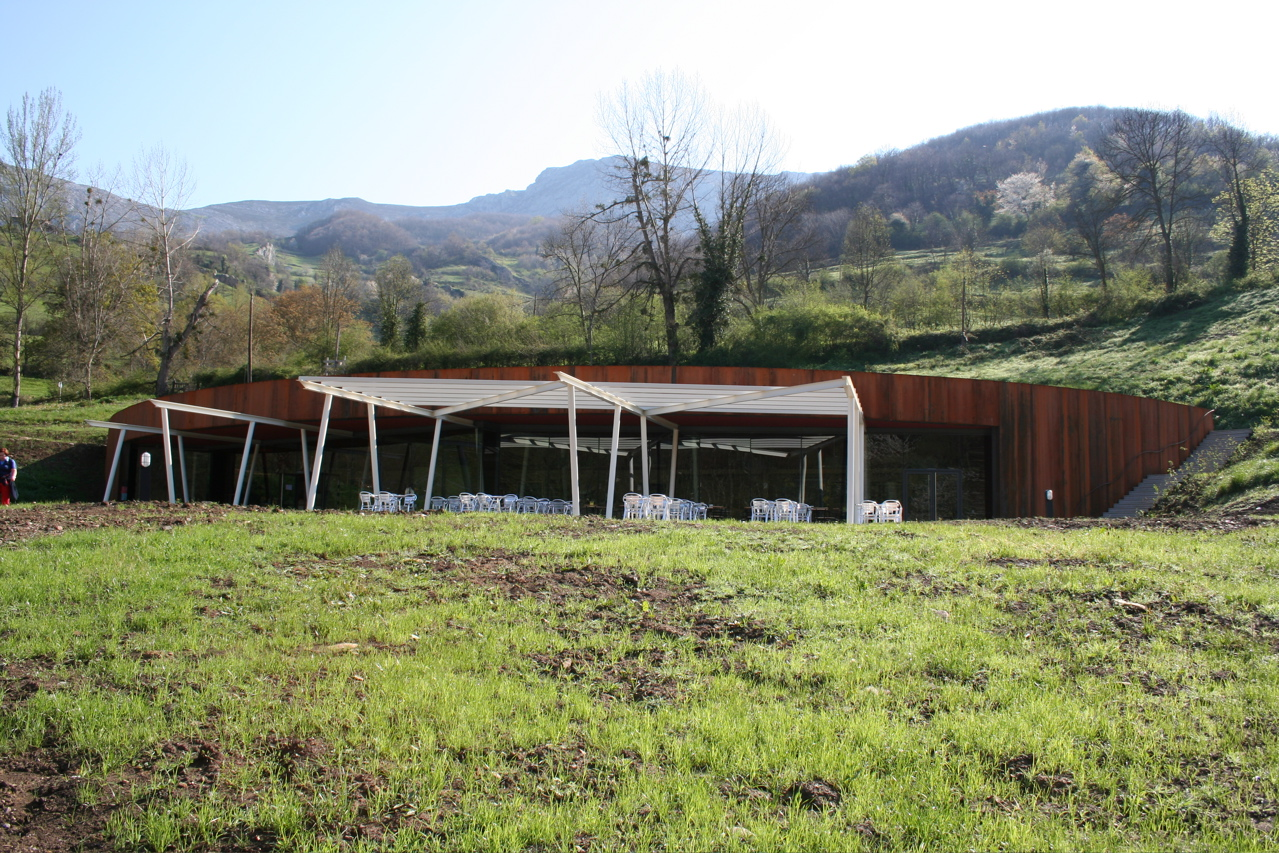
Área de recepción del parque

El parque de la prehistoria de Teverga está situado a la entrada de la localidad asturiana de San Salvador de Alesga en el concejo de Teverga.
Este parque inaugurado el 24 de marzo de 2007 es una representación de las cuevas más famosas de arte rupestre del mundo, centrado sobre todo en el arco atlántico. Están representadas Altamira, Covalanas, Lascaux, Niaux, Chauvet, Tito Bustillo, Candamo, Covaciella y Llonín.
El parque posee dos áreas expositivas: La galería y la cueva de Cuevas. Ambas instalaciones, así como la zona de servicios, que consta de cafetería y tienda, están integradas en el paisaje natural y de ellas sólo sobresalen en el relieve las entradas, quedando el resto de cada una de las instalaciones bajo tierra.
Este Parque de la Prehistoria de Teverga, representa junto al Museo del Jurásico de Asturias (MUJA) el exponente de los nuevos museos asturianos: modernos, interactivos, dinámicos, enmarcados en parajes rurales de gran belleza natural, con facilidad de accesos e instalaciones suficientes para responder a las necesidades de los visitantes.

## Administración y política

### Gobierno municipal

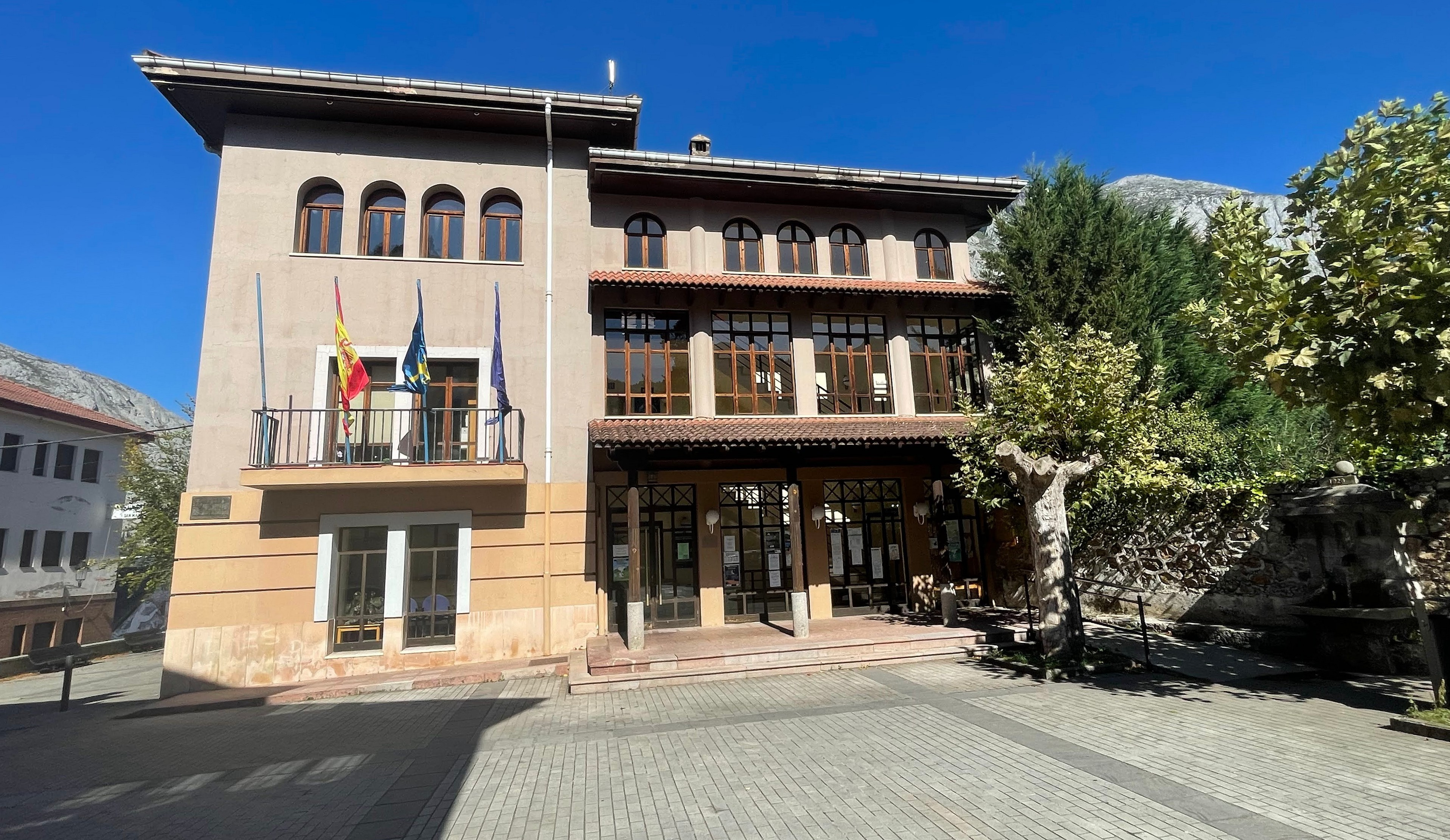
Casa consistorial

En el concejo de Teverga, desde 1979, el partido que más tiempo ha gobernado ha sido el PSOE. La alcaldía actualmente corresponde a Adrián Gayo Rodríguez de Izquierda Unida.
| Periodo   | Nombre                            | Partido | Partido                                    |
| --------- | --------------------------------- | ------- | ------------------------------------------ |
| 1979-1983 | Ramón Álvarez García              |         | Partido Comunista de España (PCE)          |
| 1983-1987 | César García Arias                |         | Federación Socialista Asturiana (FSA-PSOE) |
| 1987-2003 | José Ramón Álvarez Argüelles      |         | Federación Socialista Asturiana (FSA-PSOE) |
| 2003-2011 | María del Carmen Fernández Alonso |         | Federación Socialista Asturiana (FSA-PSOE) |
| 2011-2015 | José Belarmino Álvarez Arias      |         | Federación Socialista Asturiana (FSA-PSOE) |
| 2015-2023 | María Amor Álvarez Ardura         |         | Izquierda Unida (IU)                       |
| 2023-act. | Adrián Gayo Rodríguez             |         | Izquierda Unida (IU)                       |

| Partido político    | Partido político                                                                | 1979   | 1983   | 1987   | 1991   | 1995   | 1999   | 2003   | 2007   | 2011   | 2015   | 2019   | 2023   |
| Partido político    | Partido político                                                                | Ediles | Ediles | Ediles | Ediles | Ediles | Ediles | Ediles | Ediles | Ediles | Ediles | Ediles | Ediles |
|                     | Federación Socialista Asturiana (FSA-PSOE)                                      | 2      | 6      | 6      | 4      | 5      | 4      | 4      | 4      | 4      | 4      | 3      | 2      |
|                     | Partido Comunista de España (PCE)-Izquierda Unida (IU)-Bloque por Asturies (BA) | 5      | 3      | 3      | 4      | 3      | 2      | 3      | 1      | 2      | 3      | 5      | 4      |
|                     | Alianza Popular (AP)-Partido Popular (PP)                                       | —      | 2      | 2      | 3      | 3      | 5      | 4      | 1      | —      | 2      | 1      | 3      |
|                     | Independientes por Teverga (IT)                                                 | —      | —      | —      | —      | —      | —      | —      | 3      | 2      | —      | —      | —      |
|                     | Foro Asturias (FAC)                                                             | —      | —      | —      | —      | —      | —      | —      | —      | 1      | —      | —      | —      |
|                     | Unión de Centro Democrático (UCD)-Centro Democrático y Social (CDS)             | 4      | —      | —      | —      | —      | —      | —      | —      | —      | —      | —      | —      |
| Total de concejales | Total de concejales                                                             | 11     | 11     | 11     | 11     | 11     | 11     | 11     | 9      | 9      | 9      | 9      | 9      |

### Organización territorial
El concejo de Teverga está dividido en 13 parroquias:
- Alesga
- Barrio (Barriu)
- Carrea
- La Focella (La Foceicha)
- La Plaza
- Páramo (Parmu)
- Riello (Rieḷḷu)
- Santianes
- Taja (Taxa)
- Torce
- Urria
- Villamayor (Viḷḷamayor)
- Villanueva (Viḷḷanueva)

## Cultura

### Arquitectura

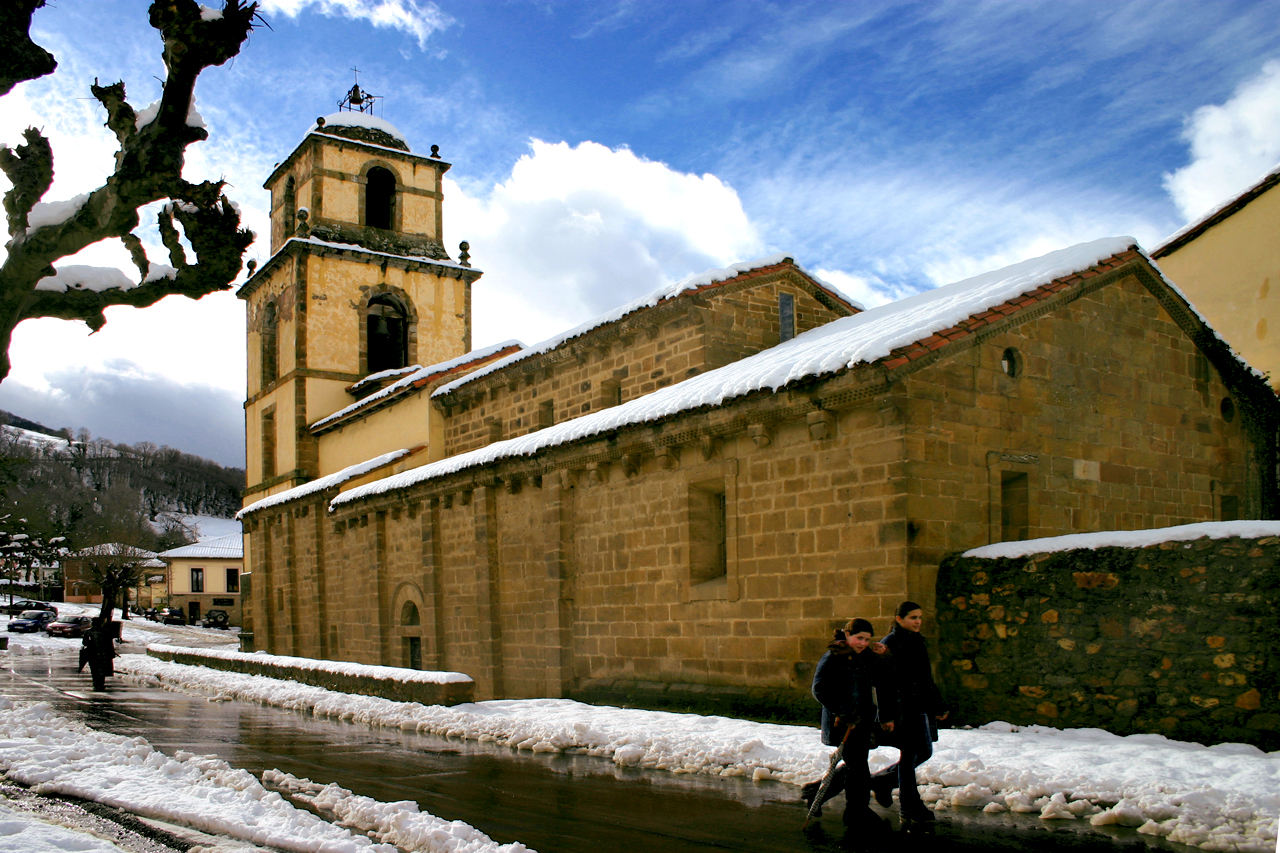
Colegiata de San Pedro

Dentro de todas las obras arquitectónicas del concejo, la de mayor repercusión es la antigua Colegiata de San Pedro de Teverga. Fue construida antes del año 1096, y su estilo pertenece a una etapa de transición entre el ramirense y el románico de Castilla. Posee un gran patio central, a cuyos lados podemos divisar la casa abacial, la iglesia parroquial, la sacristía y sobre esta la sala capitular. La fachada presenta una torre campanario con un reloj. Su construcción está realizada en sillería, y en su interior se guardan embalsamados los cuerpos de Pedro Analso de Miranda, Abad de la Colegiata y de su padre el primer marqués de Valdecarzana. También sobresale su escultura con un importante conjunto de canecillos y una hermosa decoración de capiteles.
Otra importante construcción religiosa es la iglesia de Santa María de Villanueva, fundada en el siglo XI. Está estructurada en tres naves, separadas por columnas y por pilares cruciformes con semicolumnas adosadas. La cabecera es poligonal y está cubierta con cuarto de esfera. También posee elementos decorativos importantes como las líneas de taqueteado de las bóvedas y los capiteles de las columnas. La pila bautismal, con grabados de temas animalísticos, también constituye un elemento importante dentro de la edificación.
En Rieḷḷu se encuentra una iglesia de moderna construcción, donde había una antigua abadía. Sólo queda el presbítero y un arco románico que da acceso a él. En su interior se veía un cuadro importante de Pantoja.
Dentro de su arquitectura civil y popular se destaca en primer lugar el castillo de Alesga, hoy en ruinas y que fue uno de los más importantes de toda Asturias. En Entrago está el Palacio de los Condes de Agüera, cuya fundación se remonta al siglo XV. Es de estilo barroco y presenta una planta cuadrangular. Perteneció a la familia Miranda y en su interior se conservaban colecciones de cerámicas, de esculturas y libros muy importantes.
En la localidad de Campiello observamos La Casa Solariega de la familia Quiñones Valcárce del siglo XVI y en el que se ve el escudo en la fachada. Tirando hacia Marabio encontramos la casona de Miranda-Flórez, del siglo XVII y que posee una capilla-panteón. Por último, en San Martín tenemos el palacio del marqués de Valdecarzana, estando hoy en ruinas.
Las brañas
En las brañas de Las Navariegas, Tuiza y El Rebellón —y en otras muchas de los alrededores— se conservan las tradicionales cabañas de arquitectura autóctona construidas como las viviendas ancestrales con técnicas muy antiguas que fueron hechas de piedra y techo vegetal en su origen. Forman parte del paisaje de las brañas utilizándose como refugio de animales domésticos y también de los vaqueros cuando fuere necesario.
Se conservan cabañas con teito de escoba sobre todo en las brañas de El Rebellón y Tuiza, situadas a más de 1100 m. Son de planta rectangular con cubierta a cuatro aguas. El teito es de escoba y el acabado de la cumbre o cume se caracteriza por una línea de corteza de haya que llaman en la zona tueru. El otro sistema de sujeción que se utiliza es el atado de piedras a contrapeso a ambos lados de la cubierta. Es el mismo sistema utilizado en los techos vegetales de las islas de Escocia.
En la braña de Las Cadenas, (en el Puerto de Ventana) y en las brañas de Las Navariegas y Cordal de la Mesa se pueden ver aún corros de piedra, de falsa cúpula. El corro o chozo pastoril es el refugio más antiguo que se conoce y está relacionado con el corro de tradición megalítica. Son construcciones de piedra con planta circular o rectangular y techos de escoba o de tepes y a veces de piedra con falsa cúpula. Los corros de falsa cúpula están vinculados con las construcciones megalíticas, los llamados tholos.

### Fiestas
Hoy en día pocas son las fiestas que se conservan en el concejo pero cabe destacar que las más importantes son:
- En el mes de julio, las fiestas de Santiago en San Martín el día 25 del mes.
- En el mes de agosto, el día 15 se celebra la Romería en honor a Nuestra Señora del Cebrano (Carrea), la cual está calificada como fiesta de interés turístico regional.
- A principios de septiembre encontramos la romería tradicional de Cueiro (Taja), la cual consiste en una ascensión a la Veiga de Cueiro para celebrar allí una fiesta tradicional campestre, con comida y baile aunque antiguamente también había feria ganadera.

Hay otras fiestas en el concejo pero son de menor importancia debido a que con el paso de los años y la pérdida de habitantes del concejo, cada vez tienen menos afluencia de público.
También son importantes en Teverga las ferias ganaderas, destacando El Rosario y La Feriona. Del mismo modo existe un festival gastronómico en noviembre en el que se puede degustar platos tradicionales como pote de berzas, picadillo, callos, arroz con leche, borrachinos y pan de escanda.

### Deporte
Senderismo por las montañas del concejo y la cueva Huerta de unos 12 km de longitud; la senda del oso, recorrido fácil andando o en bicicleta.
Todo el municipio de Teverga se integra dentro del parque natural de Peña Ubiña, La Mesa el parque también incluye parte de los municipios de Quirós y Lena.
La senda del oso es el escenario de una carrera popular, mediamaratón, que se celebra anualmente con llegada en la capital del concejo.